# Anton Brenek

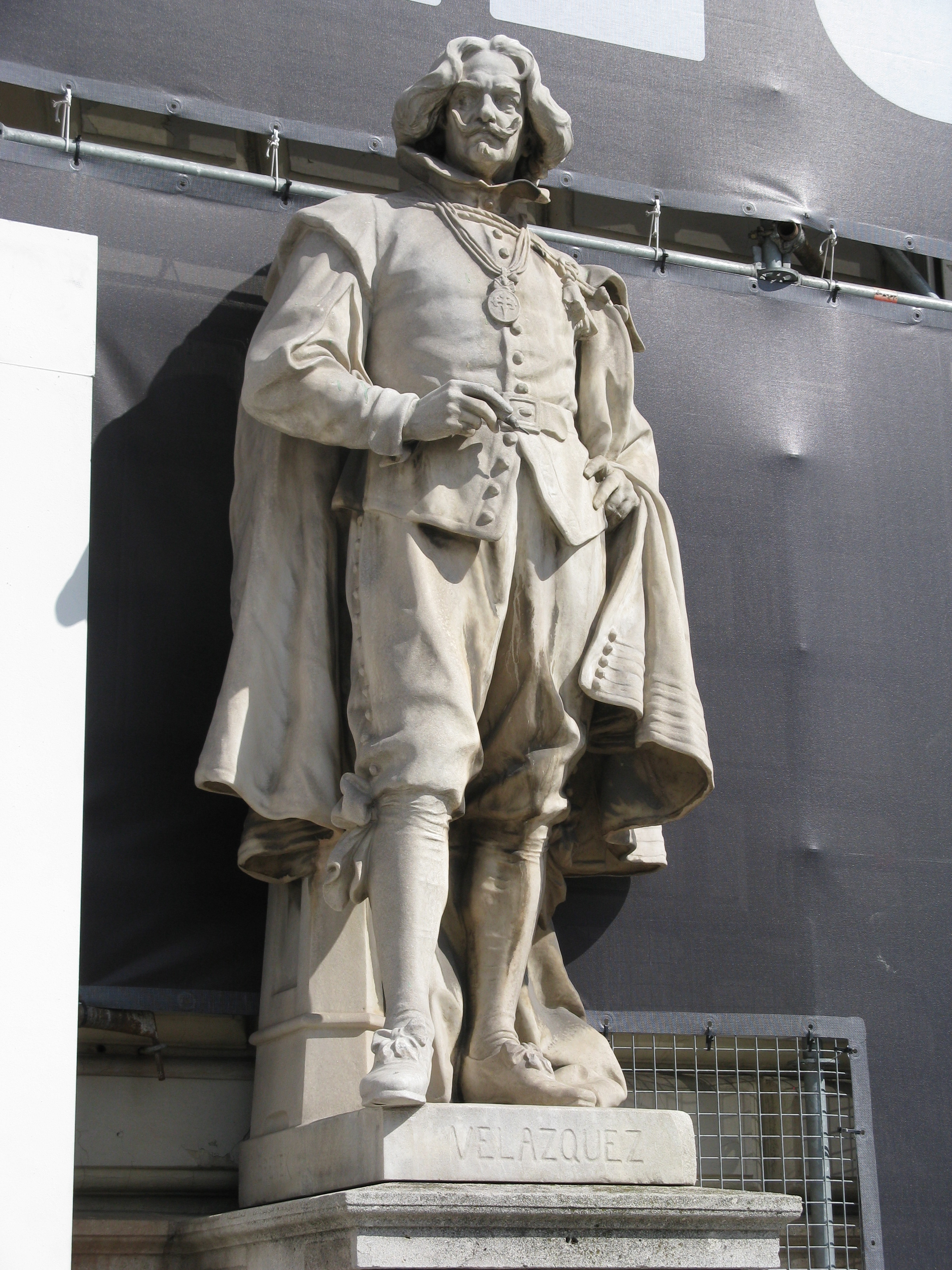
Estatua del pintor Velázquez en Viena.

Anton Brenek  fue un escultor austriaco, nacido el 23 de octubre de 1848 en Brno, Moravia y fallecido el 18 de noviembre de 1908 en Baden, Baja Austria. Representante de la escultura académica de final del siglo XIX, representante de los artistas de la Ringstraße vienesa.

## Datos biográficos
Anton Brenek era familiar de Josefa Breneka (1820-1878) un escultor académico de Brno. Fue en su estudio donde el joven Anton se inició en el arte de la escultura. Después de egresar de la Escuela de Artes Aplicadas de Viena (kk österreichischen Kunstgewerbeschule des Museos für Kunst und Industrie), donde desde 1872 hasta 1874 había estudiado con el profesor König. Entre 1874 y 1880 continuó su formación en la Academia de Bellas Artes de Viena (kk Academie für Künste bilende). Fue alumno de maestría con el profesor Caspar von Zumbusch. Después de graduarse de la academia Brenek se dedicó a la docencia como profesor de dibujo en la Escuela Estatal en Liberec. A continuación, realizó la misma función en Viena, en la Escuela de Arte local, hasta su jubilación en 1905.

## Obras
Brenek estuvo inicialmente asociado con el escultor Caspar von Zumbusch. Juntos, maestro y estudiante están involucrados en la creación de los monumentos monumentales de María Teresa y Ludwig van Beethoven de Brenek en Viena. Además de estas grandes realizaciones, donde fue sólo coautor, Brenek sólo trabajó en la decoración escultórica de arquitectura en Viena. Sus trabajos como escultor de renombre en Viena, sin embargo, le trajeron el reconocimiento y la aclamación en las provincias austríacas. En Liberec, Brno, Olomouc, Opava, Czeike o Czernowitz se conservan una serie de esculturas erigidas como monumentos que han marcado el espacio público de las localidades a lo largo del tiempo.
- Berndorf: monumento a Francisco José I (1900).
- Brno: aquí Brenek creó el conjunto más monumental de todas sus realizaciones - El monumento de José II. de la Casa Alemana (1892), monumento Winterhollerův (1895) y monumento Grillparzerův (1992), en el parque Koliště .
- Bucarest: escultura en el portal de la Sala de Exposiciones del Jubileo (1906)
- Chernivtsi (actual Ucrania): Monumento a Constantin Tomaszczuka
- Liberec: Memorial José II . (Anterior a 1892)
- Nový Jičín: Memorial José II . (1902)
- Opava: Monumento conmemorativo de la libertad (antes de 1892)
- Olomouc: monumento a Francisco José I. (1898)
- Viena: Fortitudine et Constantia, escultura en el paso del Palacio Imperial (1893); una estatua en la fachada Bajuvara Hofburg; estatuas de la fachada del Ayuntamiento; estatua de Velázquez en el frente de la Künstlerhaus y una serie de bustos.

## Galería de imágenes

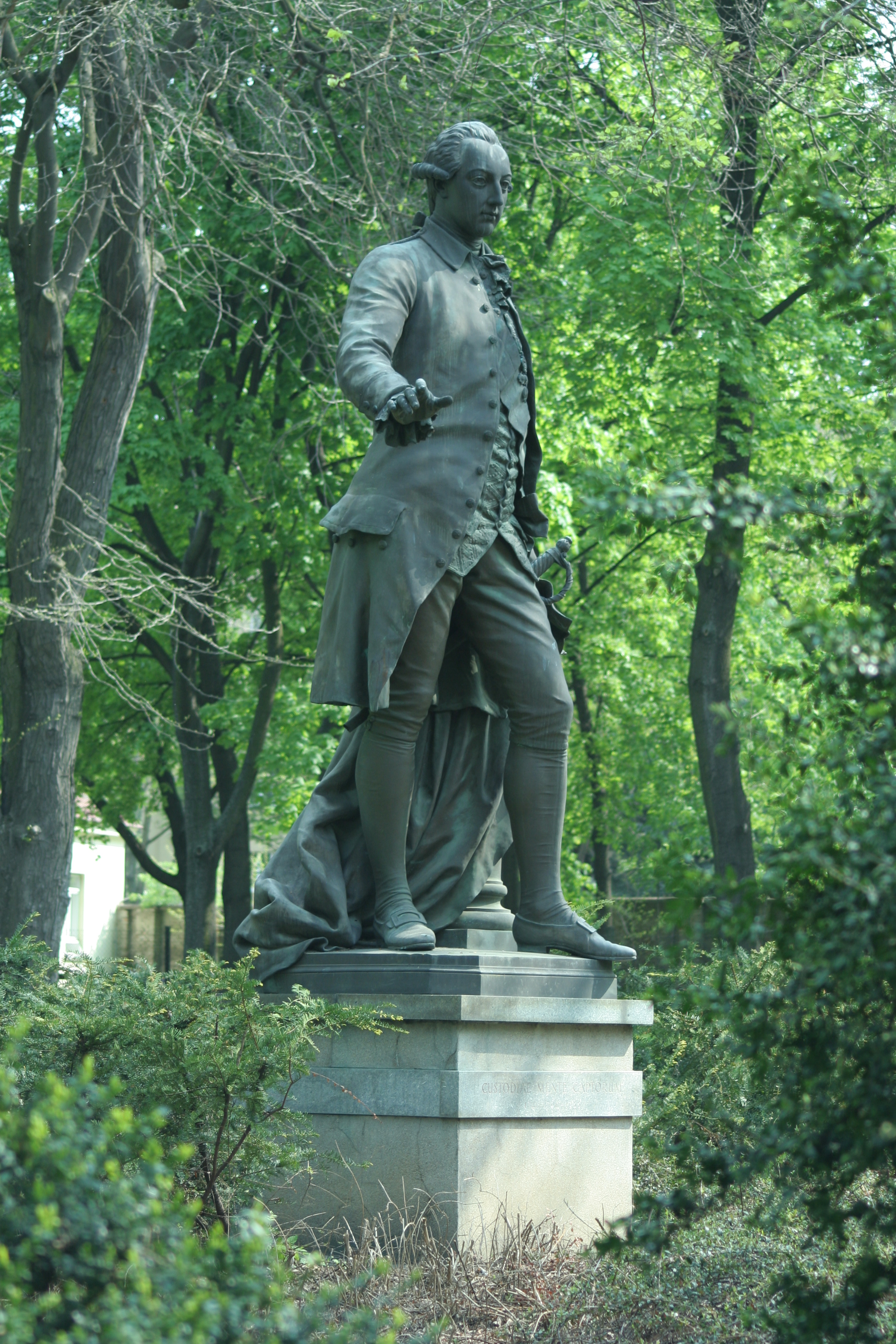
Anton Brenek: Estatua de José II. monumento anteriormente instalado frente a la casa de Alemania en Brno (en la actualidad en el jardín de un hospital psiquiátrico en Brno-Czernowitz)
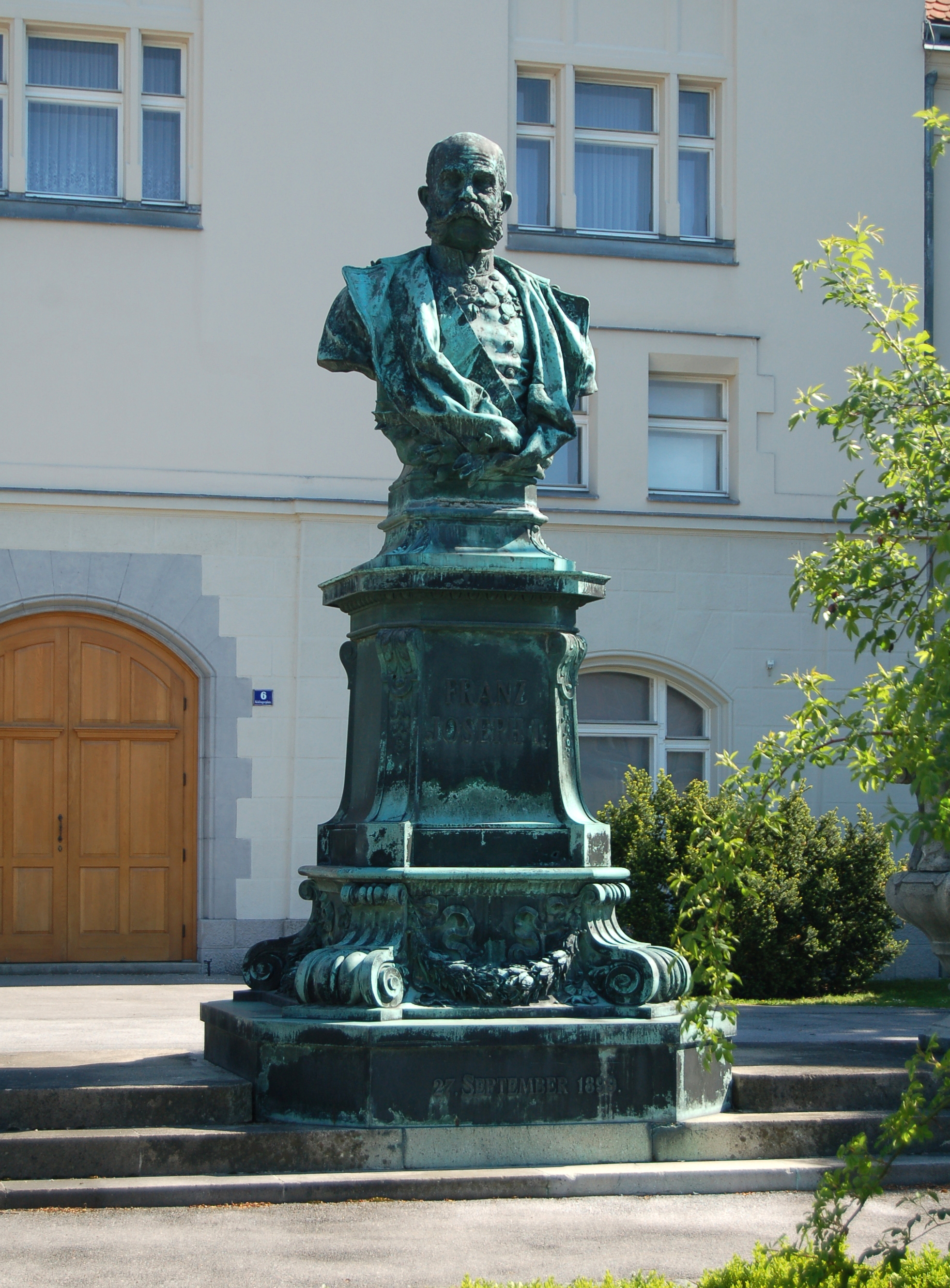
Busto del Kaiser Francisco José I en Berndorf
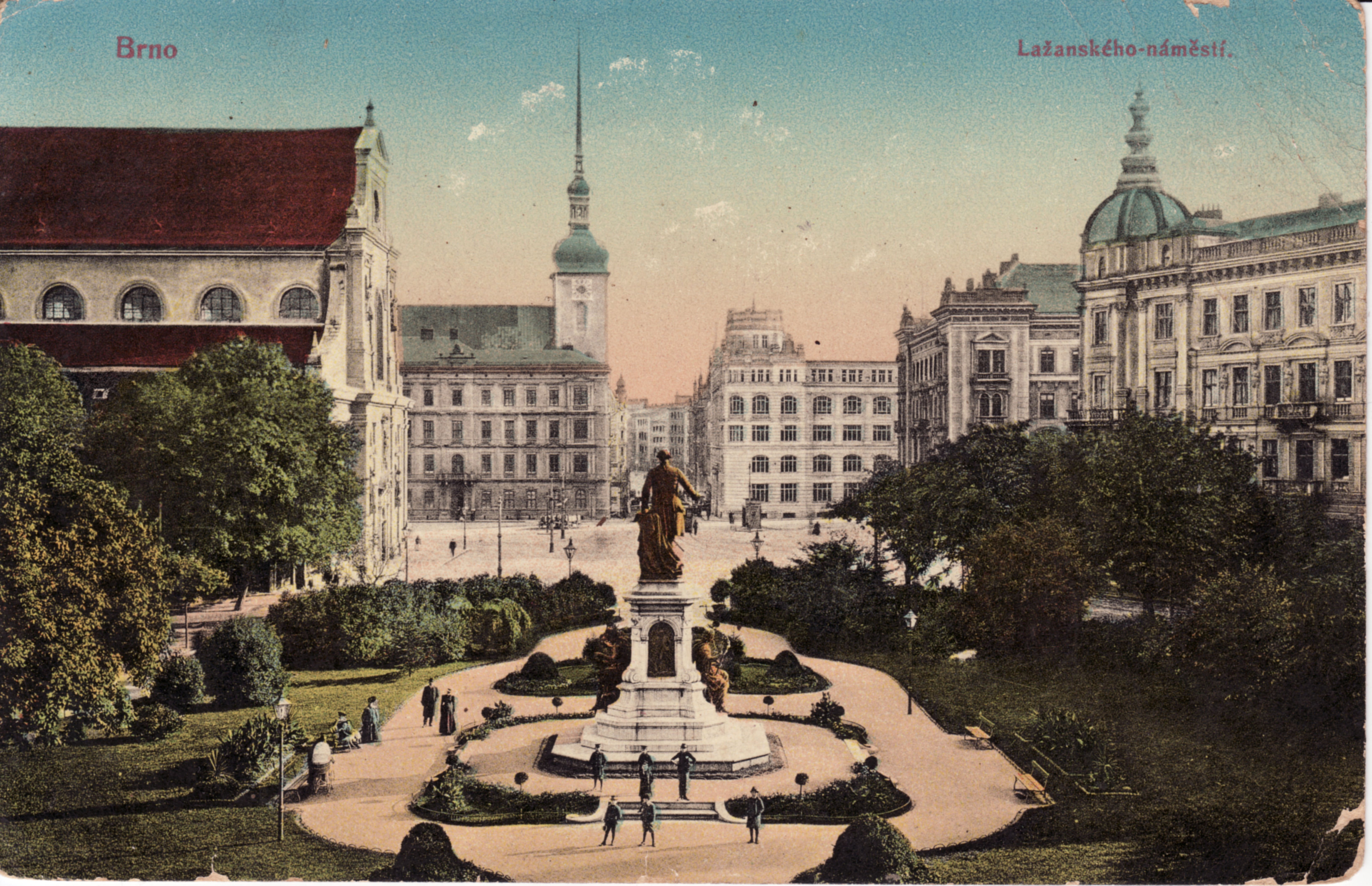
El Monumento a José II, en una postal de 1892.
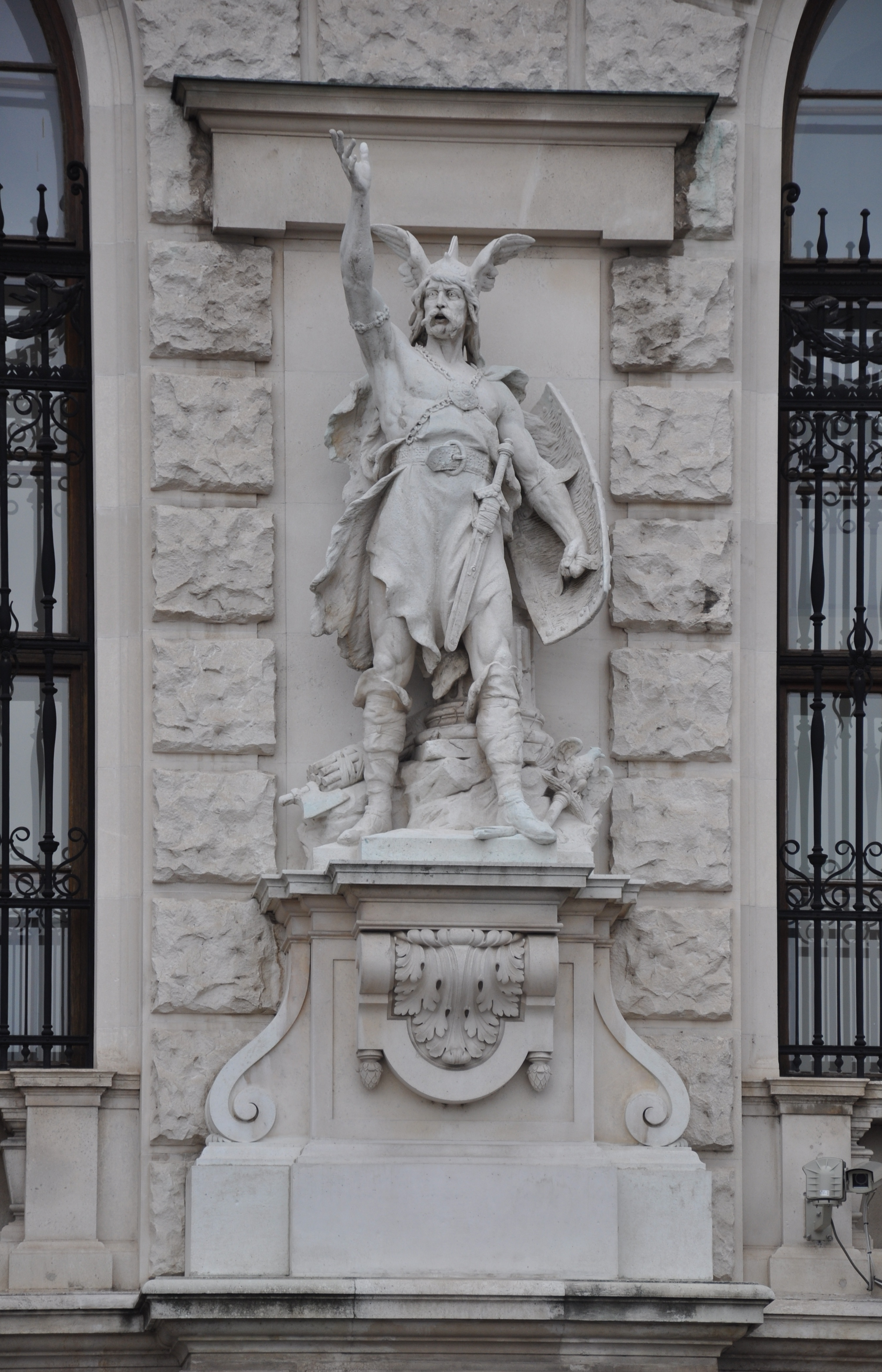
Nº3 Anton Brenek: Bajuware. Conjunto de estatuas de la fachada principal en la Plaza de los Héroes (un total de veinte personajes de la historia de Austria de escultores diferentes)
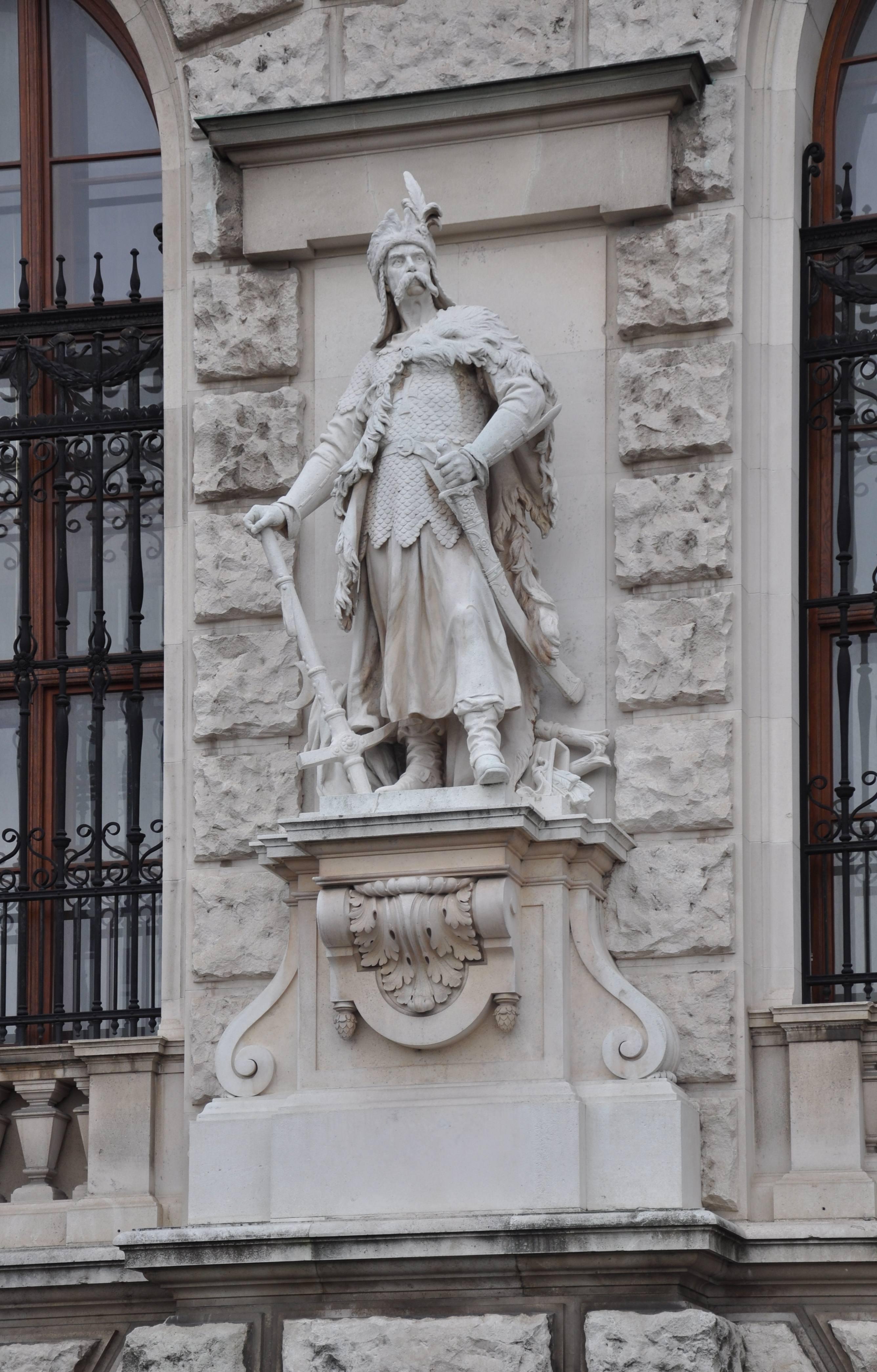
Nº 17: Anton Brenek: Pole de 1683. Conjunto de estatuas de la fachada principal en la Plaza de los Héroes (un total de veinte personajes de la historia de Austria de escultores diferentes)

Notas
Enlaces externos